# 독일 민주당
독일 민주당(독일어: Deutsche Demokratische Partei, 약칭 DDP)은 바이마르 공화국 시기에 활동했던 독일의 자유주의 정당이다. 독일 제국 시기의 진보인민당 당원들이 모여 창당했으며, 바이마르 공화국에서 독일 사회민주당, 독일 중앙당과 함께 민주주의 체제 유지에 적극 기여했다.

## 역사
제1차 세계 대전으로 독일 제국이 붕괴되던 1918년 11월 16일, 베를리너 타게블라트의 편집장이던 테오도어 볼프을 중심으로 한 일련의 자유주의 지식인들이 새로운 자유주의 정당의 필요성을 역설하는 글을 베를리너 타게블라트에 게재했다. 게재된 글에 이름을 올린 사람들은 독일 제국 내에서 진보인민당 구성원들이 다수였지만, 국민자유당 내 좌파 세력도 있었다. 이들은 현재 벌어지고 있는 사회주의 혁명에 반대하며 민주주의 체제를 수립하기 위한 제헌의회 설립을 요구했다. 이에 호응해 여러 지식인들이 가담하면서 독일 민주당이 창당됐다.

## 정책
독일 인민당이 우익 자유주의 정당이라면, 민주당은 더 좌파적인 사회자유주의 정당이었다. 당내 유력 인사들 중 대다수는 웰트폴리틱과 미텔레우로파로 대표되는 독일제국의 지지자였다. 민주당은 사회민주당과 중앙당과 함께 민주주의와 공화국을 수호하기 위해 노력했다. 민주당의 지지층은 중산층 기업가, 공무원, 교사, 과학자와 장인이었다. 그들 스스로는 헌신적인 국민정당이라고 생각하였기 때문에 베르사유 조약에 반대했지만 한편으로는 국제협력의 필요성과 소수민족 보호의 필요성을 주장했다.
많은 유대인들이 이 당에 투표했기 때문에. 민주당은 "유대인과 교수들의 정당"으로 불렸다.

## 인물 및 정부
당의 첫 의장인 개신교 교구 신부 프리드리히 나우만(Friedrich Naumann)은 인기와 영합력을 얻었지만 10년 전 그의 국가-사회 협회의 실패로 노동자 계층 및 진보적 전문가를 서로 연결시키는 데 실패했다. 그는 1919년 초 사망했다. 독일 민주당의 잘 알려진 또 다른 정치인은 바이마르 헌법의 주 저자인 휴고 프로이스(Hugo Preuß), 저명한 사회학자 막스 베버가 있다. 당의 창립자중 하나이자 제국은행의 총재였던 햘마르 샤흐트(Hjalmar Schacht)는 1926년 탈당하고 히틀러의 집권을 도왔다. 또한 동시대 다른 정당에 비해 비교적 여성의 정치참여가 활발하였다,
1918년부터 1931년까지 거의 대부분의 내각에서 독일 민주당은 발터 라테나우(Walther Rathenau), 오이겐 쉬퍼(Eugen Schiffer), 휴고 프로이스, 오토 제슬러(Otto Gessler), 막스 베버, 에리히 코흐베저 등의 장관을 배출했다. 1919년 첫 비례대표제 선거에서 18.0%의 득표율을 얻었으나, 이후 1928년 4.9%, 1932년 11월 1.0%로 급락했다. 1930년 청년독일질서와 함께 독일 국가당을 결성했고, 루트비히 크비데 등은 1930년 탈당해 급진민주주의와 보다 좌파적인 정책을 표방하는 급진민주당을 창당했다.

## 1945년 이후
1933년 국가사회주의 독일 노동자당이 정당을 금지시켰다. 전 독일민주당 정치인은 독일 인민당의 자유주의자와 함께 1945년 자유민주당(1945/1948)에 가입했다. 역사학자이자 기자, 연방의 초대 대통령인 테오도어 호이스는 1933년 민주당 의원이었다. 소련 점령 지역의 자유당 당수는 빌헬름 퀼츠(Wilhelm Külz)는 전 독일 민주당 각료였다.
1956년부터 1965년까지 청년민주당 당수이자 연방장관인 에른스트 레머(Ernst Lemmer)와 같은 나머지 독일 민주당 당원들은 독일 기독교 민주연합으로 넘어갔다.

## 역대 지도부

### 당 의장
| 대수 | 이름               | 취임   | 퇴임   |
| ---- | ------------------ | ------ | ------ |
| 1    | 프리드리히 나우만  | 1919년 | 1919년 |
| 2    | 카를 빌헬름 페터센 | 1919년 | 1924년 |
| 3    | 에리히 코흐베저    | 1924년 | 1930년 |

## 역대 선거 결과
| 선거        | 득표수    | %          | 의석     | +/–  |
| ----------- | --------- | ---------- | -------- | ---- |
| 1919        | 5,641,825 | 18.6 (3rd) | 75 / 423 | 신당 |
| 1920        | 2,333,741 | 8.3 (6th)  | 39 / 459 | 36   |
| 1924년 5월  | 1,655,129 | 5.7 (7th)  | 28 / 472 | 11   |
| 1924년 12월 | 1,919,829 | 6.3 (6th)  | 32 / 493 | 4    |
| 1928        | 1,479,374 | 4.8 (6th)  | 25 / 491 | 7    |

## 같이 보기
- 자유주의
- 나라별 자유주의
- 독일의 자유주의
- 바이마르 공화국

## 추가 자료
- Frye, Bruce B. (1963). “The German Democratic Party 1918–1930”. 《Political Research Quarterly》 16 (1): 167–179. doi:10.1177/106591296301600112.